# 一式三十七粍高射機関砲
一式三十七粍高射機関砲（1しき37みりこうしゃきかんほう）は、1941年（昭和16年）に帝国陸軍が制式制定した高射機関砲である。原型はドイツのラインメタル社が1936年に開発したFlak18である。サキ砲とも呼称された。

## 概要
昭和12年当時、九八式二十粍高射機関砲と八八式七糎野戦高射砲が陣地対空火器として使用されていた。しかし当時の高射火器には射高上の隙間があったことから、中高度防空及び対地攻撃用の陣地高射火器として3.7 cm FlaK 36/37をドイツのラインメタル社より購入し、試験を実施した。重量はあったものの構造が簡単で威力も十分と認められ、昭和16年に制式制定され、一式三十七粍高射機関砲としてライセンス生産を行なった。
ところが、昭和16年のマレー作戦において、イギリス軍が配備していたボフォース 40mm機関砲を多数鹵獲することとなった。そのため陸軍は本砲の生産を中止し、より高性能なボフォース 40mm機関砲をコピー生産することにしたため、本砲は少数の生産で終わった。生産された本砲は要地防衛として輸送されたが、その後の行方は分かっていない。
なお、本砲の貫通力は通常の徹甲弾を使用した場合は100mで24mmを貫通した。また、日本では輸入されていないが、高速徹甲弾を使用した場合の貫通力は100mで36mmであった。

## 派生型
対空戦車
本砲を車載化したものととして試製対空戦車 タハが存在するが、終戦に伴い実車が製造されることはなかった。